# Marlon Jackson
Pour les articles homonymes, voir Jackson.
Marlon Jackson, de son nom complet Marlon David Jackson, né le 12 mars 1957 à Gary (Indiana), est un chanteur et danseur américain, membre des Jackson Five puis des Jacksons.

## Biographie
Sixième enfant de Joseph et Katherine Jackson, il avait un frère jumeau, Brandon, mort 24 heures après leur naissance. Frère aîné de Michael et Janet Jackson, il fait partie dès sa jeunesse du groupe des Jackson Five, puis des Jacksons, qu'il quitte comme son frère Michael après le Victory Tour en 1984. 
En 1987, il publie un album solo, Baby Tonight, qui n'obtient qu'un succès commercial modéré.
Il quitte ensuite le monde de la musique et devient agent immobilier en Californie. Il est également le fondateur de la chaîne de télévision Black Family Channel, à destination de la communauté noire.
En 2001, Marlon et ses frères reforment les Jacksons à l'occasion des deux concerts Michael Jackson - 30th Anniversary Celebration fêtant les 30 ans de carrière de Michael Jackson. 
Le 7 juillet 2009 au Staples Center de Los Angeles, lors de la cérémonie en hommage à son frère Michael, Marlon prononce un discours touchant et émouvant  : 
« Michael tu es là, tu es juste là, tu as fini ton travail sur terre, avec nous, et il est temps pour toi de retourner dans la maison du Seigneur. Alors je te remercie Michael, je te remercie pour tous les sourires que tu as placés dans le cœur de beaucoup de gens, je te remercie pour tout ce que tu as fait pour les autres (…) Maintenant j'ai une demande, Michael, j'aimerais que tu donnes à notre frère, mon frère jumeau Brandon, un câlin de ma part. Je t'aime Michael, tu me manques. »
Depuis 2012 et le reformation des Jacksons, Marlon se produit un peu partout dans le monde avec ses trois frères aînés Jackie, Tito et Jermaine, puis en trio à partir du départ de Jermaine en 2020.

## Vie privée
En août 1975, Marlon Jackson, épouse sa petite amie, Carol Ann Parker, qu'il a rencontrée à la Nouvelle-Orléans lors d'une des tournées des Jacksons. De cette union naissent trois enfants : Valencia Caroline Jackson (née le 18 décembre 1976) ; Brittny Shauntee Jackson (née le 4 septembre 1978) ; Marlon David Jackson, Jr. (né le 23 septembre 1981). Marlon et Carol ont six petits-enfants, deux de Valence et quatre de Brittny.

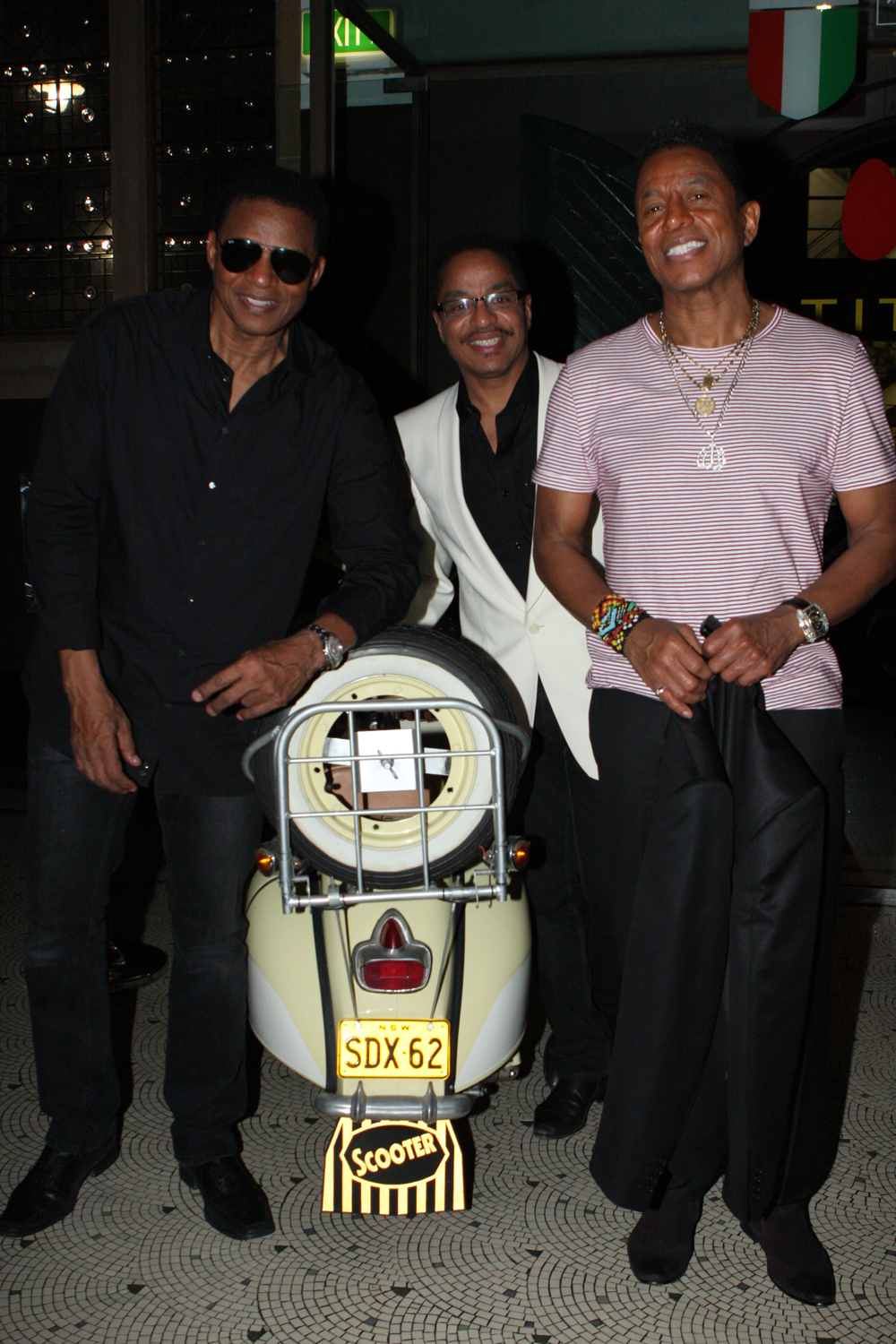
De droite à gauche : Jermaine, Marlon et Jackie Jackson